# Tartaruga-de-pente
A tartaruga-de-pente, tartaruga-legítima, tartaruga-de-escamas ou tartaruga-verdadeira (nome científico: Eretmochelys imbricata) é uma tartaruga marinha da família dos queloniídeos (Cheloniidae), encontrada em mares tropicais e subtropicais. Espécie criticamente ameaçada de extinção devido à caça indiscriminada. Tem como habitat natural recifes de coral e águas costeiras rasas, como estuários e lagoas, podendo ser encontrada, ocasionalmente, em águas profundas. A espécie tem uma distribuição mundial, com subespécies do Atlântico e do Pacífico. Eretmochelys imbricata imbricata é a subespécie atlântica, enquanto a subespécie Eretmochelys imbricata bissa é encontrada na região do Indo-Pacífico.
Sua alimentação consiste em esponjas, anêmonas, lulas e camarões; sua cabeça estreita e sua boca formam um bico que permite buscar o alimento nas fendas dos recifes de corais. Elas também se alimentam de outros invertebrados, como por exemplo ctenóforos e medusas. Devido às práticas de pesca humana, as populações de tartaruga-de-pente ao redor do mundo estão ameaçadas de extinção e a espécie é classificada como criticamente ameaçada pela União Internacional para a Conservação da Natureza (UICN / IUCN). Vários países, como a China e o Japão, utilizam a carne da tartaruga-de-pente na alimentação. Os cascos das tartarugas-de-pente são usados para fins decorativos. De acordo com a Convenção sobre o Comércio Internacional das Espécies Silvestres Ameaçadas de Extinção (CITES), é ilegal a captura e o comércio de tartarugas-de-pente e produtos delas derivados, em muitas nações.

## Etimologia e taxonomia

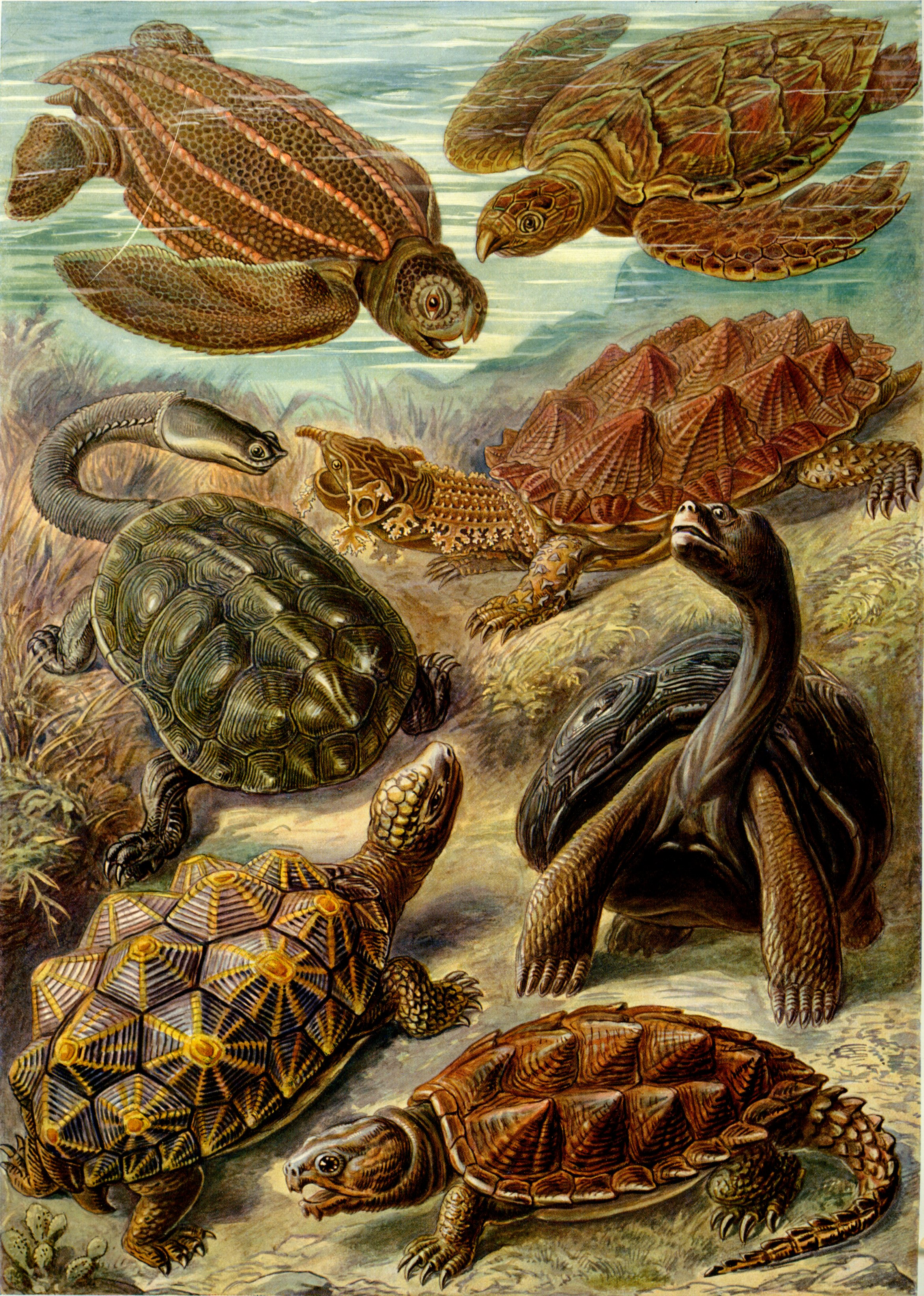
Tartaruga-de-pente (no alto à direita) em 1904 em um desenho de Ernst Haeckel

A tartaruga-de-pente foi inicialmente descrita por Carlos Lineu como Testudo imbricata em 1766. Foi movida para o gênero Eretmochelys pelo zoólogo austríaco Leopold Fitzinger em 1843. Em 1857, a espécie foi novamente descrita como Eretmochelys imbricata squamata, uma denominação que não existe mais.
Há duas subespécies aceitas para o táxon E. imbricata. O termo Eretmochelys imbricata bissa (Rüppell, 1835) refere-se a todas as populações do Eretmochelys imbricata que residem no Oceano Pacífico. A população do atlântico tem vindo a ser considerada uma outra subespécie, Eretmochelys imbricata imbricata (Lineu, 1766). O nome da subespécie imbricata permaneceu porque o tipo de espécime que Lineu inicialmente utilizou para descrever as espécies era do Atlântico.
Fitzinger descreveu o nome do gênero Eretmochelys a partir do grego eretmo e chelys, correspondente a "remar" e "tartaruga", respectivamente. O nome remete às tartarugas com barbatanas. O nome de espécie imbricata é latim. Este descreve adequadamente as tartarugas com escutes posteriores. O nome da subespécie de tartaruga-de-pente do pacífico, bissa é latim para "dupla". A subespécie foi inicialmente descrita como Caretta bissa porque foi a segunda espécie do gênero.

## Anatomia e morfologia

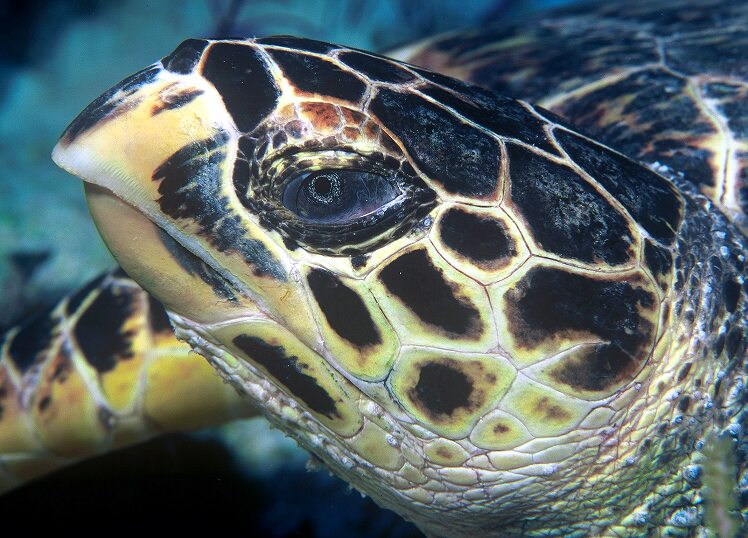
Imagem aproximada do bico

A tartaruga-de-pente possui a aparência típica de uma tartaruga marinha. Tal como os demais representantes de sua família, apresenta um corpo em formato plano e seus membros em forma de barbatanas, adaptados à natação. As adultas geralmente atingem entre 60 e 100 centímetros de comprimento e pesam entre 73 e 101,4 quilos, em média. A tartaruga-de-pente mais pesada a ser capturada tinha 167 quilos. O casco ou carapaça tem um fundo laranja com uma irregular combinação de faixas claras e escuras, com predominância das cores marrom e preto radiando para os lados. Uma de suas características mais facilmente distinguíveis são os espessos escudos (placas) que compõem a carapaça. Embora a carapaça possua cinco escudos centrais e quatro pares de escudos laterais, como ocorre em vários membros da mesma família, o escudo posterior sobrepõe-se de tal maneira que dá à margem traseira de sua carapaça uma imagem semelhante à beira de uma serra ou uma faca. Sua carapaça é conhecida por atingir quase um metro de comprimento. Seus rastros na areia são assimétricos, pois rastejam em marcha alternada, diferente da tartaruga-verde (Chelonia mydas) e da tartaruga-de-couro (Dermochelys coriacea), que rastejam simetricamente. Devido ao consumo dos venenosos cnidários, sua carne pode chegar a certos níveis de toxicidade.

## Distribuição

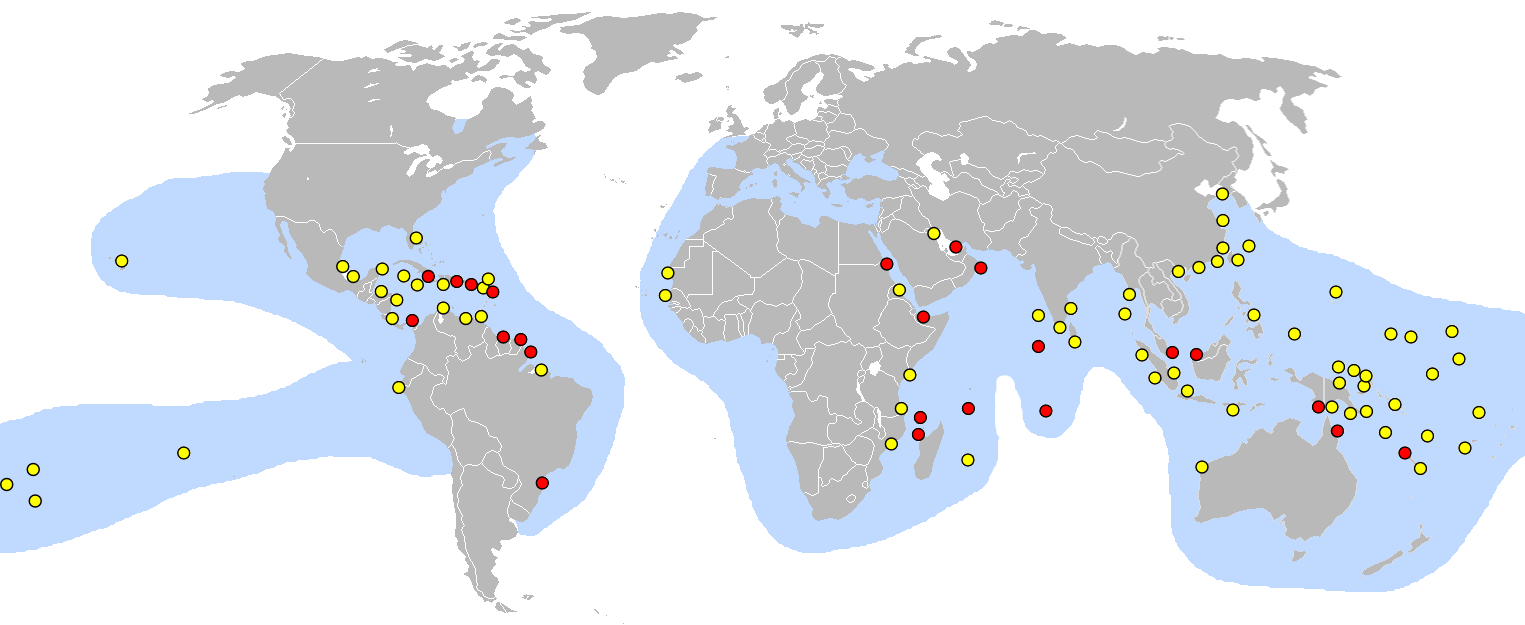
Outro modelo da possível distribuição da tartaruga-de-pente; círculos vermelhos representam nidificações primárias; círculos amarelos são nidificações secundárias

As tartarugas-de-pente ocupam uma vasta faixa do globo terrestre, sendo encontradas predominantemente em recifes tropicais dos oceanos Índico, Pacífico e Atlântico. De todas as espécies de tartarugas marinhas, é uma das mais associadas com as águas tropicais. Duas das principais subpopulações reconhecidas são a atlântica e a indo-pacífica.

### Subpopulação atlântica
No Atlântico, as populações podem ser vistas no oeste do Golfo do México e, mais ao leste, chegam até a ponta sul do continente africano. O limite norte da espécie pode ir para além do Estuário de Long Island na fronteira norte dos Estados Unidos da América. Do outro lado do Atlântico, tartarugas-de-pente foram avistadas nas águas frias do Canal da Mancha, a espécie de tartaruga registrada mais ao norte, até o momento. O alcance mais ao sul conhecido é o Cabo da Boa Esperança, na África.

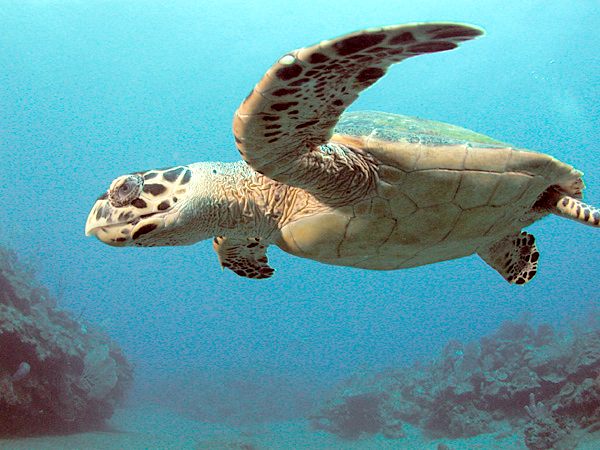
Espécime em Saba, nas Antilhas Holandesas

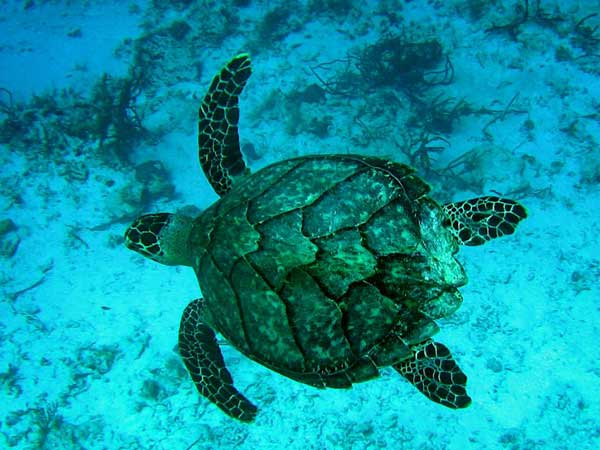
Espécime, cujas características da carapaça (margem serrilhada e a sobreposição dos escudos) estão evidentes

São presentes nas Caraíbas, a partir da costa brasileira (especialmente Bahia e no litoral sul de Pernambuco), no sul de Flórida e no Havaí. Também têm sido observadas nas praias de Antígua e Barbuda. A Costa Rica tem ninhos, especificamente nas imediações do Parque Nacional Tortuguero. Cuba é um lugar de alimentação à população das Caraíbas Em Porto Rico, as águas em redor da ilha de Mona são fundamentais para alimentação. Embora uma espécie tropical, a tartaruga-de-pente tem sido encontrada em áreas dos Estados Unidos da América dentro de latitudes mais elevadas, tais como Massachussetes e o estuário de Long Island. Também foi avistada em águas ao largo da Virgínia.

### Subpopulação Indo-Pacífica
Os espécimes da população indo-pacífica estão espalhados por toda a região. No oceano Índico, são uma visão comum ao longo de toda a costa leste do continente africano, incluindo os mares em torno de Madagascar e os grupos de ilhas vizinhas. A gama do Índico se estende ao longo da costa da Ásia, incluindo o Golfo Pérsico e o Mar Vermelho, ao longo de todo o litoral do subcontinente indiano, em todo o arquipélago indonésio e da costa noroeste da Austrália. A área de ocorrência no oceano Pacífico é algo limitado às regiões tropicais e subtropicais. O alcance mais ao norte da região são as águas ao longo do sudoeste da península coreana e do arquipélago japonês. A ocorrência envolve também toda a região do sudeste da Ásia, toda a costa norte e sul da Austrália até a parte norte da Nova Zelândia. Do outro lado do Pacífico, tartarugas-de-pente são vistas no extremo norte até a Península da Baixa Califórnia, no México, nas águas ao largo das costas da América Central e da América do Sul até o extremo norte do Chile.
Nas Filipinas, há vários lugares conhecidos à nidificação. Tartarugas-de-pente foram encontradas na ilha de Boracay. Um pequeno grupo de ilhas no sudoeste do arquipélago foi chamado de "Ilhas das Tartarugas" precisamente porque são conhecidas como lugares de nidificação para duas espécies de tartarugas marinhas, ou seja, a tartaruga-de-pente e a tartaruga-verde. Na Austrália, a tartaruga-de-pente nidifica na ilha Milman na Grande Barreira de Coral. No Índico, o lugar mais ao oeste que nidifica é na ilha Cousine nas Seicheles, onde a espécie está protegida legalmente desde 1994. As ilhas e ilhotas vizinhas das Seicheles, tais como a ilha de Aldabra, são bons lugares de alimentação para juvenis.

## Ecologia

### Habitat
As tartarugas-de-pente adultas são encontradas principalmente nos recifes de coral tropicais. São vistas geralmente descansando em grutas e saliências no interior e em torno destes recifes, durante o dia. Como uma espécie altamente migratória, também têm sido encontradas em uma ampla gama de habitats, desde o mar aberto até às lagoas e manguezais nos estuários. Embora não se saiba muito sobre as preferências de habitat nos seus primeiros estágios de vida, à semelhança de outras tartarugas marinhas jovens, sabe-se que são completamente pelágicas e, assim, fazem do mar aberto sua casa até a fase adulta.

### Alimentação

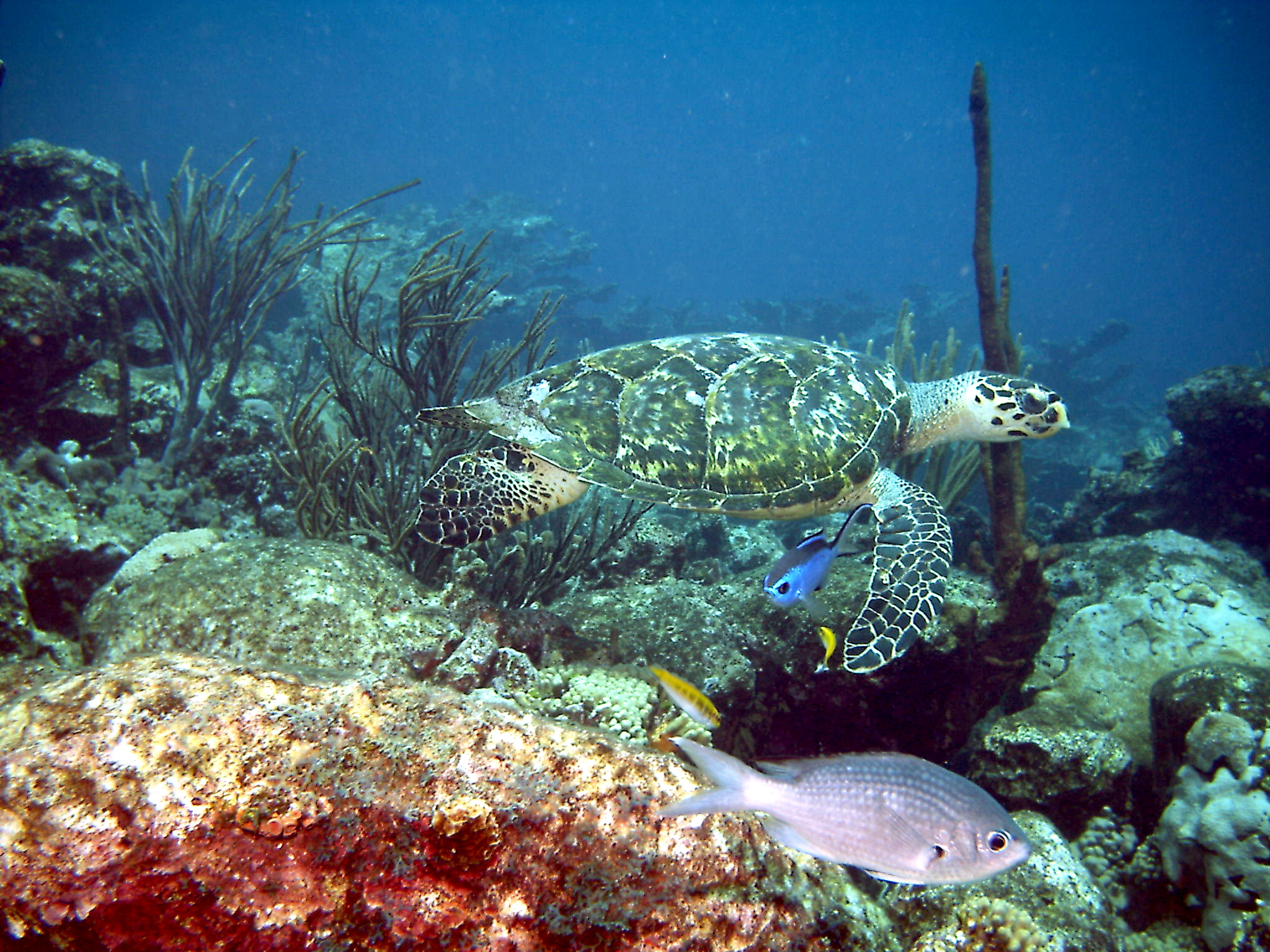
Tartaruga-de-pente em um recife de coral em Tortuga

Embora sejam conhecidas por serem onívoras, o principal alimento das tartarugas-de-pente são as esponjas. Esponjas constituem entre 70% e 95% da dieta das populações nas regiões das Caraíbas. Entretanto, como acontece com muitos espongívoros, se alimenta apenas de algumas espécies selecionadas, ignorando muitas outras. As populações das Caraíbas se alimentam principalmente de esponjas da classe das demospôngias (Demospongiae), especificamente aquelas que pertencem às ordens dos astroforídeos (Astrophorida), espiroforídeos (Spirophorida) e hadromerídeos (Hadromerida). As espécies selecionadas de esponja que alimentam estas tartarugas incluem a Geodia gibberosa. As tartarugas-de-pente também se alimentam de algas e cnidários, como água-vivas (entre as quais está a perigosa caravela-portuguesa, Physalia physalis) e anémonas-do-mar. A tartaruga-de-pente fecha os seus desprotegidos olhos quando se alimentam desses cnidários, para que os cnidoblastos não penetrem em sua cabeça.
As tartarugas-de-pente mostraram-se altamente flexíveis e resistentes com as suas presas. Algumas das esponjas que lhe servem de alimento, tais como Aaptos aaptos, Chondrilla nucula, Tethya actinia, Spheciospongia vesparium e Suberites domuncula, são altamente tóxicas (muitas vezes letais) para outros organismos. Além disso, sabe-se que a tartaruga-de-pente escolhe espécies de esponja que possuem uma quantidade significativa de dióxido de silício nas espículas, tais como Ancorina, Geodia, Ecionemia e Placospongia.

### Ciclo de vida

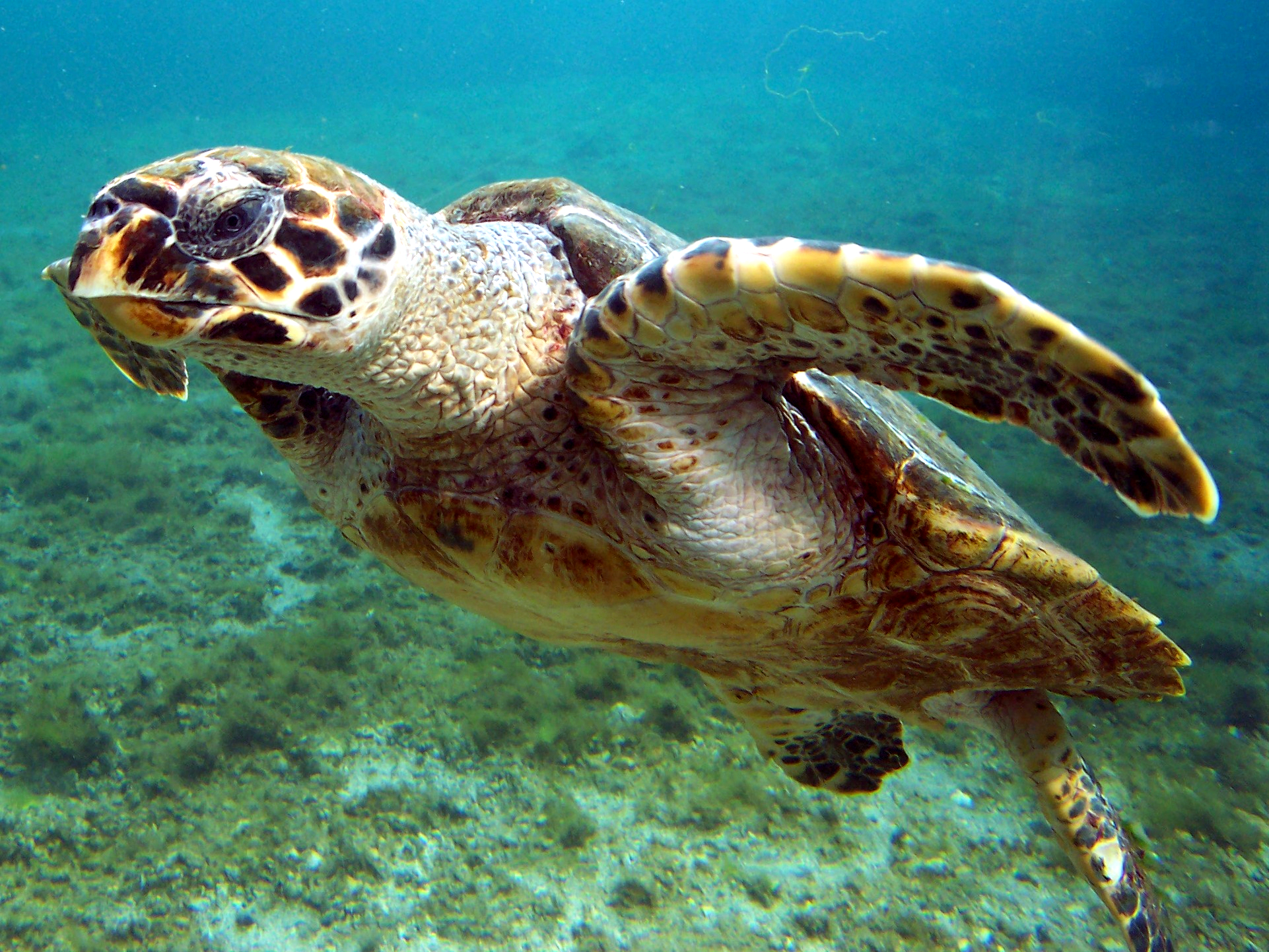
Juvenil na ilha da Reunião

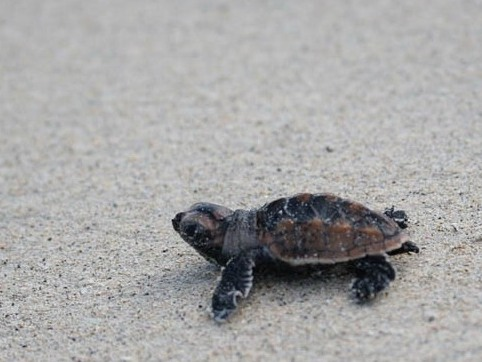
Filhote em Granada

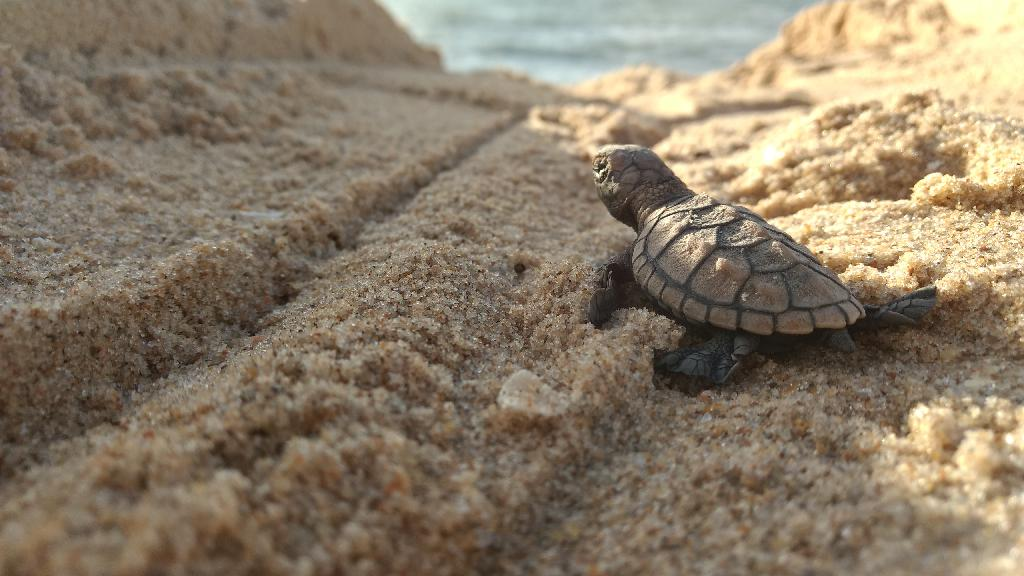
Filhote em Paulista, Pernambuco, Brasil

Não se sabe muito sobre o ciclo de vida das tartarugas-de-pente. É sabido que acasalam a cada dois anos, em lagoas isoladas em ilhas remotas ao longo de sua distribuição. A época de acasalamento no Atlântico ocorre normalmente entre abril e novembro. Às populações do Índico, como as das Seicheles, o acasalamento é de setembro a fevereiro. Tal como acontece com outras tartarugas marinhas, acasalam em lagoas rasas perto das praias onde provavelmente irão nidificar. Após o acasalamento, as fêmeas sobem seus corpos pesados à praia durante a noite. Terão então que desocupar uma área e cavar um buraco onde irão nidificar, usando sua barbatana traseira. A fêmea então põe os ovos no ninho e, em seguida, cobre-os com areia. Os ninhos das Caraíbas e da Flórida geralmente contêm cerca de 140 ovos. Após várias horas do longo processo as fêmeas retornam ao mar. Este é o único momento em que as tartarugas-de-pente deixam o oceano.
A tartaruga recém-nascida, geralmente pesando menos de duas dezenas de gramas, sai do ninho durante a noite, após cerca de dois meses. Estes recém-nascidos apresentam cores escuras e as carapaças em forma de coração, medindo cerca de 2,5 centímetros de comprimento. Voltam-se instantaneamente para o mar, atraídos pelo reflexo da lua sobre a água (um mecanismo que pode ser perturbado por fontes de luzes antropogénicas, tais como lâmpadas e luzes de rua). As tartarugas recém-nascidas que não alcançarem a água até à alvorada serão alimento de predadores, como aves e caranguejos.
O início da vida das tartarugas-de-pente juvenis é desconhecido. Após chegar ao mar, os filhotes entram em um estágio pelágico de vida (tal como outras tartarugas marinhas), por uma quantidade de tempo indeterminado. Enquanto as taxas de crescimento da tartaruga-de-pente não são conhecidas, quando as uvenis atingirem cerca de 35 centímetros, passam de um estilo de vida pelágico para um associado aos recifes de coral. A tartarugas-de-pente chegam à maturidade aos trinta anos.
Embora não haja consenso claro, devido à falta de dados, acredita-se que as tartarugas-de-pente vivam de trinta a cinquenta anos, em estado selvagem. Tal como outras tartarugas marinhas, as tartarugas-de-pente são solitárias durante a maior parte de suas vidas e só agrupam para acasalar. São altamente migratórias. Devido à dureza de suas carapaças, não possuem grandes predadores e existem poucas criaturas que são capazes de morder através da sua concha protectora. Tubarões e crocodilos-de-água-salgada (Crocodylus porosus) são alguns dos seus predadores naturais. Polvos e algumas espécies de peixes pelágicos também predam as tartarugas adultas.

## Evolução
Entre as tartarugas marinhas, a tartaruga-de-pente tem várias características anatômicas e ecológicas únicas, inclusive sendo o único réptil essencialmente esponjívoro conhecido. Por isso, sua posição evolutiva é pouco clara. Análises moleculares apoiam a probabilidade de que os eretmoquelídeos (Eretmochelydae) evoluíram de ancestrais carnívoros, em vez de herbívoros. Como a tribo taxonômica Carettini é composta de espécies carnívoras (como a tartaruga-comum), a tartaruga-de-pente muito provavelmente evoluiu a partir deles, em vez da herbívora Chelonini, que inclui a tartaruga-verde.

## Importância econômica

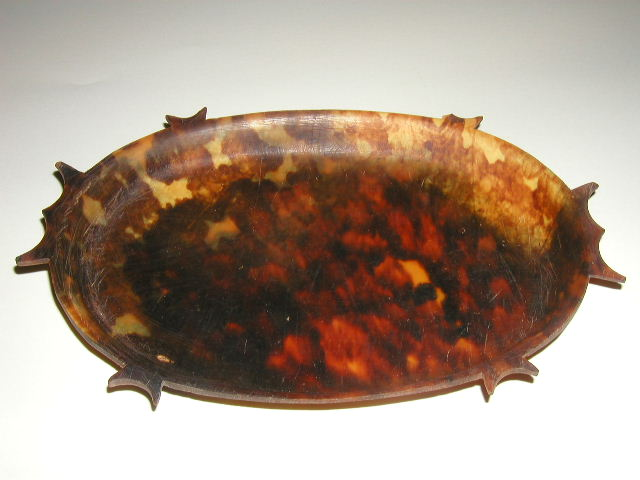
Um ornamento japonês feito com carapaça de tartaruga

Ao redor do mundo, tartarugas-de-pente são caçadas por seres humanos ainda que isso seja ilegal em muitos países. Em algumas partes do mundo, são comidas como iguarias. Desde o século V a.C. que tartarugas marinhas, incluindo as tartarugas-de-pente, são comidas como iguarias na China. Muitas culturas também utilizam os cascos para decoração. Na China, onde era conhecido como tai mei, é chamado de concha de tartaruga. No Japão, as tartarugas também são pegas por causa de seu casco, que é chamado bekko em Nihongo. É utilizado em diversos utensílios pessoais, como armação de óculos. Em 1994, o Japão deixou de importar cascos de tartarugas-de-pente de outras nações. Antes disso, o comércio japonês de cascos foi de cerca de 30 mil quilogramas de matéria-prima por ano. No ocidente, os cascos foram pegos pelos antigos gregos e romanos à joalheria, tais como pentes, escovas e anéis. A maior parte do comércio mundial de casco é colhido a partir das Caraíbas. Em 2006, verificou-se uma grandes quantidade de cascos disponível nos países da região, incluindo a República Dominicana e a Colômbia.

## Conservação

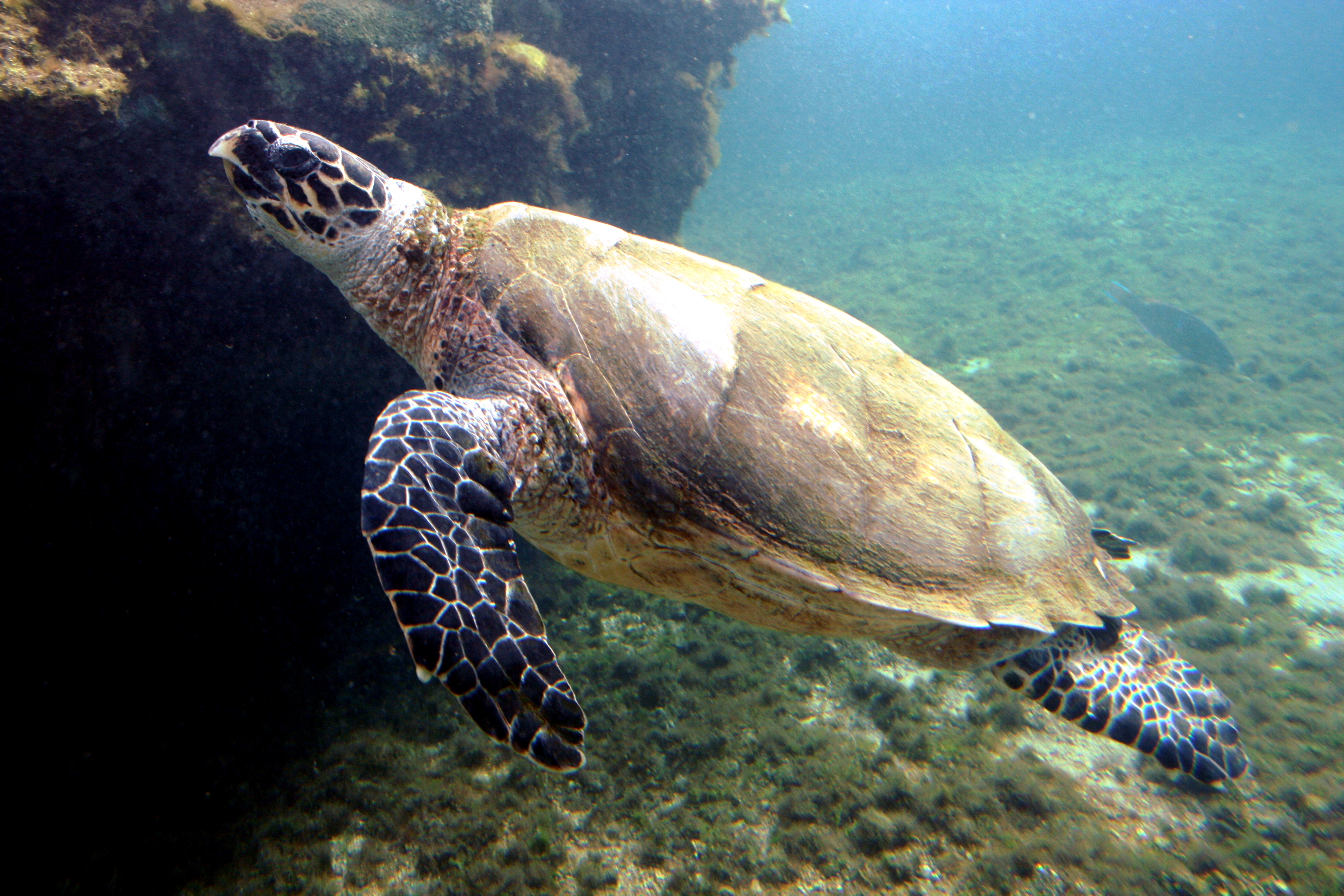
Eretmochelys imbricata bissa

Por consenso, determinou-se que tartarugas marinhas, incluindo a Eretmochelys imbricata, são espécies ameaçadas graças à sua longa longevidade, lentos crescimento, maturação e taxas de reprodução. Muitas adultas foram mortas por seres humanos tanto delibera quanto incidentalmente. Além disso, os sítios de nidificação também estão ameaçados pela invasão humana e animal. Pequenos mamíferos sabem desenterrar os ovos dos ninhos. Nas Ilhas Virgens, os ninhos de tartaruga-de-pente (junto com os outros ninhos de tartarugas, como as de tartaruga-de-couro) são frequentemente atacados por herpestídeos (Herpestidae).
Em 1996, a Lista Vermelha de espécies ameaçadas da União Internacional para a Conservação da Natureza (UICN / IUCN), classificou a tartaruga-de-pente como criticamente ameaçada de extinção. O seu status como uma espécie ameaçada de extinção foi contestada antes deste, com duas petições a alegar que a tartaruga (juntamente com outras três espécies) teve significativa perda de população em todo o mundo. Essas petições foram rejeitadas pela UICN com base em sua análise dos dados apresentados pelo "Marine Turtle Specialist Group (MTSG)". Os dados fornecidos pelo MTSG mostraram que a população mundial das Tartarugas-de-pente tinha sido reduzida em 80% nas últimas três gerações da espécie, e que não havia nenhum aumento significativo das populações de tartarugas como em 1996. À luz destes dados, a UICN aplicou o criticamente em perigo (A1) ao status da espécie. O estado CR A2 foi negado, no entanto, porque a UICN acreditava que havia dados insuficientes para mostrar que a população das Tartarugas-de-pente teria uma diminuição de mais de 80% no futuro.
Historicamente a Eretmochelys imbricata foi pela primeira vez colocada como ameaçada pela UICN em 1982. Este estado continuou durante todo o percurso através de várias reavaliações, em 1986, 1988, 1990, e 1994, até que foi atualizado em estado de criticamente ameaçado, em 1996. A espécie (junto com toda a família dos queloniídeos) foi colocada no Anexo I da Convenção sobre o Comércio Internacional das Espécies Silvestres Ameaçadas de Extinção (CITES). É ilegal importar ou exportar produtos da tartaruga, matar, capturar ou molestar tartarugas-de-pente. Envolvimento local em esforços à conservação das espécies também têm aumentado nos últimos anos. A United States Fish and Wildlife Service tem a tartaruga-de-pente classificada como ameaçada desde 1970. O governo dos Estados Unidos da América tem vários planos de recuperação para proteger as suas populações de E. imbricata.
Especificamente no Brasil, foi classificada como em perigo na Lista de Espécies da Fauna Ameaçadas do Espírito Santo; em 2010, sob a rubrica de "dados insuficientes" no Livro Vermelho da Fauna Ameaçada no Estado do Paraná; em 2011, como criticamente em perigo na Lista das Espécies da Fauna Ameaçada de Extinção em Santa Catarina; em 2014, como reginalmente extinta na Lista das Espécies da Fauna Ameaçadas de Extinção no Rio Grande do Sul e em perigo no Livro Vermelho da Fauna Ameaçada de Extinção no Estado de São Paulo; em 2017, como criticamente em perigo na Lista Oficial das Espécies da Fauna Ameaçadas de Extinção do Estado da Bahia; em 2014, como criticamente em perigo em 2014, como criticamente em perigo na Portaria MMA N.º 444 de 17 de dezembro de 2014; e em 2018, como criticamente em perigo no Livro Vermelho da Fauna Brasileira Ameaçada de Extinção do Instituto Chico Mendes de Conservação da Biodiversidade (ICMBio) e como vulnerável na Lista das Espécies da Fauna Ameaçadas de Extinção no Estado do Rio de Janeiro.